# Odolion
Odolion (in tedesco: Odlau) è un villaggio del comune rurale di Aleksandrów Kujawski, all'interno del distretto di Aleksandrów Kujawski nel voivodato della Cuiavia-Pomerania, nella Polonia centro-settentrionale.
Il villaggio nel 2017 aveva 848 abitanti.
Si trova 4 km a est da Aleksandrów Kujawski e 21 km a sud-est da Toruń, in corrispondenza dell'incrocio tra l'Autostrada A1 e la statale 266.
Nel villaggio è presente l'unica fermata presente sulla linea ferroviaria 245, che congiunge Ciechocinek a Aleksandrów Kujawski.